# Rona de Jos
Rona de Jos es una comuna ubicada en el distrito de Maramureș, Rumania.

## Superficie
Cuenta con una superficie de 22,73 kilómetros cuadrados.

## Demografía
Hasta 2021 la población era de 1928 habitantes, con una densidad de población de 84,82 habitantes por kilómetro cuadrado.